# 科斯莫斯鎮區 (明尼蘇達州米克縣)
科斯莫斯鎮區（英語：Cosmos Township）是位於美國明尼蘇達州米克縣的一個行政鎮區。

## 地方資料
科斯莫斯鎮區的面積為90.87平方千米，當中陸地面積為89.95平方千米，而水域面積為0.92平方千米。根據2020年美國人口普查的數據，當地共有人口190人，而人口密度為每平方千米2.09人。